# Persone di nome Patricia
| Questa pagina contiene informazioni ricavate automaticamente dalle voci biografiche con l'ausilio del template Bio e di un bot. L'aggiornamento è periodico e automatico e ricostruisce completamente la pagina. Se manca una persona in questa lista, sei pregato di non aggiungerla, ma accertati piuttosto che la sua voce biografica contenga il template Bio e che i dati anagrafici siano correttamente compilati. Se il template Bio manca, inseriscilo tu stesso o, in alternativa, metti l'avviso {{tmp\|Bio}} che ne segnala la mancanza. Se i dati riportati sono sbagliati, correggi direttamente la voce biografica; le modifiche saranno visibili in questa lista entro pochi giorni. Per chiarimenti vedi il progetto antroponimi. La lista contiene solo le 224 persone che sono citate nell'enciclopedia e per le quali è stato implementato correttamente il template Bio. Pagina aggiornata al 6 ago 2025. |

Questa è una lista di persone presenti nell'enciclopedia che hanno il nome Patricia, suddivise per attività principale.

## Allenatrici di tennis(1)
- Patricia Tarabini, allenatrice di tennis e ex tennista argentina (La Plata, n. 1968)

## Archeologhe(1)
- Patricia Vinnicombe, archeologa e artista sudafricana (Provincia del Capo, n. 1932 - Karratha, † 2003)

## Artiste(1)
- Patricia Piccinini, artista australiana (Freetown, n. 1965)

## Astronaute(1)
- Patricia Robertson, astronauta e fisica statunitense (Indiana, n. 1963 - Houston, † 2001)

## Atlete paralimpiche(1)
- Trish Flavel, ex atleta paralimpica australiana (Melbourne, n. 1976)

## Attiviste(1)
- Patricia McCluskey, attivista britannica (Portadown, n. 1914 - † 2010)

## Attivisti(1)
- Conn McCluskey, attivista irlandese (n. 1914 - † 2013)

## Attrici pornografiche(1)
- Patricia Rhomberg, ex attrice pornografica austriaca (Vienna, n. 1953)

## Aviatrici(1)
- Patty Wagstaff, aviatrice statunitense (Saint Louis, n. 1951)

## Avvocate(1)
- Patricia Viseur Sellers, avvocata statunitense

## Avvocatesse(1)
- Patsy Reddy, avvocatessa e imprenditrice neozelandese (Matamata, n. 1954)

## Bassiste(1)
- Patricia Morrison, bassista e cantante statunitense (Los Angeles, n. 1962)

## Batteriste(1)
- Patty Schemel, batterista statunitense (Marysville, n. 1967)

## Bobbiste(1)
- Patricia Polifka, ex bobbista, ex ostacolista e ex multiplista tedesca (Gera, n. 1984)

## Calciatrici(3)
- Patricia Guijarro, calciatrice spagnola (Palma di Maiorca, n. 1998)
- Patricia Martínez Augusto, calciatrice spagnola (Ponferrada, n. 1990)
- Patricia Willi, calciatrice svizzera (Walenstadt, n. 1991)

## Canottiere(2)
- Patricia Obee, canottiera canadese (Victoria, n. 1991)
- Tricia Smith, ex canottiera canadese (Vancouver, n. 1957)

## Cantanti(12)
- Little Pattie, cantante australiana (Nuovo Galles del Sud, n. 1949)
- P. P. Arnold, cantante statunitense (Los Angeles, n. 1946)
- Patricia Barber, cantante, pianista e compositrice statunitense (Chicago, n. 1955)
- Paty Cantú, cantante messicana (Houston, n. 1983)
- Adeva, cantante statunitense (Paterson, n. 1960)
- Patty Gurdy, cantante e musicista tedesca (Ratingen, n. 1997)
- Patricia Kaas, cantante e attrice francese (Forbach, n. 1966)
- Patrizia Lopez, cantante statunitense (Los Angeles)
- Patricia Marx, cantante e compositrice brasiliana (San Paolo, n. 1974)
- Trisha Noble, cantante e attrice australiana (Marrickville, n. 1944 - † 2021)
- Guesch Patti, cantante, danzatrice e attrice francese (Neuilly-sur-Seine, n. 1946)
- Coki Ramírez, cantante, modella e attrice argentina (Córdoba, n. 1980)

## Cantautrici(3)
- Gail Davies, cantautrice statunitense (Broken Bow, n. 1948)
- Patty Griffin, cantautrice e musicista statunitense (Old Town, n. 1964)
- Patti Smith, cantautrice, poetessa e artista statunitense (Chicago, n. 1946)

## Cestiste(14)
- Trish Cockrem, ex cestista australiana (Townsville, n. 1961)
- Patricia De Roo, ex cestista belga (Evergem, n. 1961)
- Patricia Hernández, ex cestista spagnola (Las Palmas de Gran Canaria, n. 1970)
- Pat Hoban, ex cestista australiana (Adelaide, n. 1932)
- Pat Lawson, cestista e golfista canadese (Saskatoon, n. 1929 - Saskatoon, † 2019)
- Tricia Liston, ex cestista statunitense (Chicago, n. 1992)
- Patricia Luna, ex cestista peruviana (Callao, n. 1965)
- Pat Mickan, ex cestista australiana (Renmark, n. 1957)
- Patricia Montfort, ex cestista messicana (n. 1963)
- Pat Ramsey, cestista e allenatrice di pallacanestro statunitense (Tyler, n. 1948 - Port Neches, † 2019)
- Trish Roberts, ex cestista e allenatrice di pallacanestro statunitense (Monroe, n. 1955)
- Pat Rowe, ex cestista australiana (Adelaide, n. 1939)
- Pat Summitt, cestista e allenatrice di pallacanestro statunitense (Clarksville, n. 1952 - Knoxville, † 2016)
- Patricia Van Doren, ex cestista belga (Watermael-Boitsfort, n. 1959)

## Conduttrici televisive(3)
- Patricia Conde, conduttrice televisiva spagnola (Valladolid, n. 1979)
- Patricia Pilchard, conduttrice televisiva, modella e annunciatrice televisiva italiana (Pau, n. 1955)
- Trish Regan, conduttrice televisiva statunitense (Hampton, n. 1972)

## Costumiste(3)
- Patricia Field, costumista e stilista statunitense (New York, n. 1941)
- Patricia Norris, costumista e scenografa statunitense (Los Angeles, n. 1931 - Los Angeles, † 2015)
- Patricia Zipprodt, costumista statunitense (Chicago, n. 1925 - New York, † 1999)

## Criminali(1)
- Patricia Krenwinkel, criminale statunitense (Los Angeles, n. 1947)

## Danzatrici(3)
- Patricia Delgado, ballerina e coreografa statunitense (Miami)
- Patricia McBride, ballerina e docente statunitense (Teaneck, n. 1942)
- Patricia Ruanne, ballerina, direttrice artistica e coreografa britannica (Leeds, n. 1945 - Roma, † 2022)

## Designer(1)
- Patricia Urquiola, designer e architetta spagnola (Oviedo, n. 1961)

## Diplomatiche(1)
- Patricia Espinosa, diplomatica messicana (Città del Messico, n. 1958)

## Dirigenti d'azienda(1)
- Patricia Barbizet, dirigente d'azienda francese (Parigi, n. 1955)

## Drammaturghe(1)
- Ann Jellicoe, drammaturga e regista teatrale britannica (Middlesbrough, n. 1927 - † 2017)

## Entomologhe(1)
- Patricia Gentili-Poole, entomologa statunitense

## Filosofe(1)
- Patricia Churchland, filosofa canadese (Oliver, n. 1943)

## Fotografe(1)
- Tish Murtha, fotografa inglese (South Shields, n. 1956 - Middlesbrough, † 2013)

## Ginnaste(1)
- Patricia Moreno, ex ginnasta spagnola (Madrid, n. 1988)

## Giornaliste(2)
- Patricia Bosworth, giornalista, biografa e attrice statunitense (Oakland, n. 1933 - New York, † 2020)
- Patricia Poleo, giornalista venezuelana (Caracas, n. 1965)

## Insegnanti(1)
- Patricia Goldman-Rakic, insegnante statunitense (Salem, n. 1937 - Hamden, † 2003)

## Lottatrici(1)
- Patricia Miranda, ex lottatrice statunitense (Manteca, n. 1979)

## Mezzofondiste(2)
- Patricia Djaté, ex mezzofondista francese (Parigi, n. 1971)
- Patricia Silva, mezzofondista portoghese (n. 1999)

## Modelle(7)
- Patricia Barzyk, modella e attrice francese (Montbéliard, n. 1963)
- Pattie Boyd, ex modella e fotografa britannica (Taunton, n. 1944)
- Pat Cleveland, modella statunitense (New York, n. 1950)
- Patricia Donnelly, modella statunitense (Durand, n. 1919 - † 2009)
- Patricia Gunawan, modella, conduttrice televisiva e conduttrice radiofonica indonesiana (Giacarta, n. 1990)
- Patricia Rodríguez, modella spagnola (Granadilla de Abona, n. 1990)
- Patricia Spehar, modella francese (Parigi, n. 1975)

## Musiciste(1)
- Trish Keenan, musicista e cantante britannica (n. 1968 - † 2011)

## Nobili(1)
- Patricia Mountbatten, II contessa Mountbatten di Birmania, nobile britannica (Londra, n. 1924 - Mersham, † 2017)

## Nuotatrici(2)
- Patricia Huntingford, nuotatrice australiana (n. 1940)
- Patricia Stokkers, ex nuotatrice olandese (Utrecht, n. 1976)

## Oculiste(1)
- Patricia Bath, oculista, filantropa e inventrice statunitense (New York, n. 1942 - San Francisco, † 2019)

## Orientaliste(1)
- Patricia Crone, orientalista danese (Lejre, n. 1945 - Princeton, † 2015)

## Ostacoliste(1)
- Patricia Girard, ex ostacolista e velocista francese (Pointe-à-Pitre, n. 1968)

## Pallamaniste(1)
- Patricia Elorza, pallamanista spagnola (Vitoria, n. 1984)

## Pallanuotiste(1)
- Patty Cardenas, pallanuotista statunitense (Commerce, n. 1984)

## Pilote di rally(1)
- Pat Moss, pilota di rally inglese (Thames Ditton, n. 1934 - Eaton Bray, † 2008)

## Pittrici(1)
- Patricia Watwood, pittrice statunitense (Saint Louis, n. 1971)

## Politiche(7)
- Patricia Bullrich, politica argentina (Buenos Aires, n. 1956)
- Patricia Ceysens, politica belga (Maaseik, n. 1965)
- Patty Murray, politica statunitense (Bothell, n. 1950)
- Patricia Poblete, politica e economista cilena (Temuco, n. 1946 - Santiago del Cile, † 2022)
- Patricia Roberts Harris, politica e diplomatica statunitense (Mattoon, n. 1924 - Washington, † 1985)
- Patricia Schroeder, politica e avvocata statunitense (Portland, n. 1940 - Celebration, † 2023)
- Patricia von Falkenstein, politica svizzera (Zurigo, n. 1961)

## Registe(3)
- Patty Jenkins, regista, sceneggiatrice e produttrice televisiva statunitense (Victorville, n. 1971)
- Patricia Mazuy, regista e sceneggiatrice francese (Digione, n. 1960)
- Patricia Riggen, regista, sceneggiatrice e produttrice cinematografica messicana (Guadalajara, n. 1970)

## Saggiste(1)
- Patricia Crowther, saggista e sacerdotessa britannica (Sheffield, n. 1927)

## Scenografe(1)
- Patricia Cuccia, scenografa canadese (Toronto)

## Schermitrici(2)
- Patricia Contreras, schermitrice venezuelana (n. 1982)
- Patricia Osyczka, schermitrice tedesca (n. 1984)

## Sciatrici alpine(6)
- Patty Boydstun, ex sciatrice alpina statunitense (Council, n. 1951)
- Patricia Chauvet, ex sciatrice alpina francese (Villeneuve-Saint-Georges, n. 1967)
- Patricia Emonet, ex sciatrice alpina francese (Sallanches, n. 1956)
- Patricia Kästle, ex sciatrice alpina austriaca (n. 1963)
- Patricia Mangan, sciatrice alpina statunitense (Buffalo, n. 1997)
- Patricia du Roy de Blicquy, ex sciatrice alpina belga (Bruxelles, n. 1944)

## Scrittrici(20)
- Patricia Anthony, scrittrice statunitense (San Antonio, n. 1947 - † 2013)
- Ellen Hart, scrittrice statunitense (Minneapolis, n. 1949)
- Patricia Cornwell, scrittrice e giornalista statunitense (Miami, n. 1956)
- Patricia Duncker, scrittrice britannica (Kingston, n. 1951)
- Patricia Engel, scrittrice statunitense
- Fannie Flagg, scrittrice e attrice statunitense (Birmingham, n. 1944)
- Patricia Gibney, scrittrice irlandese (Mullingar, n. 1962)
- Patricia Grace, scrittrice neozelandese (Wellington, n. 1937)
- Patricia Hill Collins, scrittrice e docente statunitense (Filadelfia, n. 1948)
- P. C. Hodgell, scrittrice statunitense (Des Moines, n. 1951)
- Patricia Kennealy, scrittrice e giornalista statunitense (New York, n. 1946 - New York, † 2021)
- Patricia Lockwood, scrittrice e poetessa statunitense (Fort Wayne, n. 1982)
- Patricia MacLachlan, scrittrice e insegnante statunitense (Cheyenne, n. 1938 - Williamsburg, † 2022)
- Pattie Mallette, scrittrice e produttrice cinematografica canadese (Stratford, n. 1975)
- Patricia A. McKillip, scrittrice statunitense (Salem, n. 1948 - † 2022)
- Patricia Moyes, scrittrice, drammaturga e sceneggiatrice britannica (Bray, n. 1923 - Virgin Gorda, † 2000)
- Patricia Aakhus, scrittrice statunitense (Los Angeles, n. 1952 - Evansville, † 2012)
- Patricia Schonstein, scrittrice e poetessa zimbabwese (Bulawayo, n. 1952)
- Patricia Wentworth, scrittrice britannica (Mussoorie, n. 1878 - † 1961)
- Patricia Wrightson, scrittrice australiana (Lismore, n. 1921 - † 2010)

## Socialite(1)
- Patricia Kennedy Lawford, socialite e produttrice televisiva statunitense (Brookline, n. 1924 - New York, † 2006)

## Sociologhe(1)
- Patricia McFadden, sociologa, scrittrice e insegnante swazilandese (n. 1952)

## Soprani(4)
- Patricia Brooks, soprano statunitense (New York, n. 1933 - New York, † 1999)
- Patricia Janečková, soprano slovacco (Münchberg, n. 1998 - Ostrava, † 2023)
- Patricia Petibon, soprano francese (Montargis, n. 1970)
- Patricia Racette, soprano statunitense (Manchester, n. 1965)

## Storiche dell'arte(1)
- Patricia Fortini Brown, storica dell'arte statunitense (Oakland, n. 1936)

## Tenniste(13)
- Patricia Bostrom, ex tennista statunitense (n. 1951)
- Patricia Canning Todd, tennista statunitense (San Francisco, n. 1922 - † 2015)
- Patricia Cody, tennista statunitense (Los Angeles, n. 1940 - † 2004)
- Patricia Coleman, ex tennista australiana (n. 1953)
- Joan Curry, tennista e giocatrice di squash britannica (Penzance, n. 1918 - Kingston upon Thames, † 2020)
- Pat Harrison, ex tennista britannica
- Patti Hogan, ex tennista statunitense (San Diego, n. 1949)
- Patricia Hy-Boulais, ex tennista hongkonghese (Phnom Penh, n. 1965)
- Patricia Mayr-Achleitner, ex tennista austriaca (Innsbruck, n. 1986)
- Pat Walkden, tennista zimbabwese (Bulawayo, n. 1946)
- Patricia Ward, tennista britannica (Londra, n. 1929 - † 1985)
- Patricia Wartusch, ex tennista austriaca (Innsbruck, n. 1978)
- Patricia Maria Țig, tennista romena (Caransebeș, n. 1994)

## Terroriste(1)
- Patricia Soltysik, terrorista e criminale statunitense (Goleta, n. 1950 - Los Angeles, † 1974)

## Tripliste(1)
- Patricia Sarrapio, triplista spagnola (Madrid, n. 1982)

## Tuffatrici(2)
- Patricia Elsener, tuffatrice statunitense (Oakland, n. 1929 - † 2019)
- Patricia McCormick, tuffatrice statunitense (Seal Beach, n. 1930 - † 2023)

## Veliste(1)
- Patricia Guerra, ex velista spagnola (Las Palmas de Gran Canaria, n. 1965)

## Velociste(2)
- Patricia Jones, velocista canadese (Kamloops, n. 1930 - Victoria, † 2000)
- Patricia Taea, velocista cookese (Rarotonga, n. 1993)

## Violiniste(1)
- Patricia Kopatchinskaja, violinista moldava (Chișinău, n. 1977)

## Wrestler(2)
- Jordynne Grace, wrestler statunitense (Austin, n. 1996)
- Trish Stratus, wrestler e ex modella canadese (Richmond Hill, n. 1975)

## Zoologhe(1)
- Patricia Bergquist, zoologa neozelandese (Auckland, n. 1933 - † 2009)

## Senza attività specificata(2)
- Patricia Dench, ex tiratrice a segno australiana (n. 1932)
- Patricia Neary, ex ballerina, direttrice artistica e insegnante statunitense (Miami, n. 1942)